# Diacyclops biceri
Diacyclops biceri – gatunek widłonoga z rodziny Cyclopidae, nazwa naukowa gatunku została po raz pierwszy opublikowana w 1993 roku przez zespół biologów: Geoffreya A. Boxshalla, Taisyę D. Evstigneevę i Paula F. Clarka.